# Utricularia triloba
Utricularia triloba — вид рослин із родини пухирникових (Lentibulariaceae).

## Середовище проживання
Вид росте в Белізі й Південній Америці.